# Demi-Quartier
 Demi-Quartier  es una población y comuna francesa, en la región de Ródano-Alpes, departamento de Alta Saboya, en el distrito de Bonneville y cantón de Sallanches.

## Historia
En el pasado, Demi-Cartier era un núcleo de población dentro de la comuna de Megève (Demi-Quartier significa «medio barrio»), hasta que finalmente se constituyó en comuna independiente. Como consecuencia de esto, Demi-Quartier es una de las escasas comunas cuyo ayuntamiento no está en su término municipal sino en el de Megève -enfrente del ayuntamiento de esta comuna. Demi-Quartier no dispone de escuelas o iglesia propias.

## Demografía
| 463 | 505 | 687 | 794 | 866 | 1029 |
| Para los censos de 1962 a 1999 la población legal corresponde a la población sin duplicidades (Fuente: INSEE [Consultar]) |     |     |     |     |      |

## Lista de alcaldes
- 2001-actualidad: Bernard Grosset-Janin

## Personajes vinculados a la comuna
- El cantante Michel Sardou se instaló en ella en 2007, tras dejar Neuilly-sur-Seine.